# Arumecla
Genre
Arumecla est un genre de papillons de la famille des Lycaenidae et de la sous-famille des Theclinae présents en Amérique.

## Systématique
Le genre Arumecla a été créé par Robert K. Robbins (d) et Marcelo Duarte (d) en 2004.

## Liste d'espèces
Selon BioLib (29 mars 2021) :
- Arumecla aruma (Hewitson, 1877), présent au Brésil, au Surinam, au Guyana et en Guyane
- Arumecla galliena (Hewitson, 1877), présent au Nicaragua, en Colombie et en Équateur.
- Arumecla nisaee (Godman & Salvin, 1887), présent au Panama et en Colombie[2].

## Répartition
Les espèces du genre Arumecla sont présentes en Amérique centrale et Amérique du Sud.